# Elezioni regionali in Puglia del 2005
Le elezioni regionali italiane del 2005 in Puglia si sono tenute il 3 e 4 aprile. Esse hanno visto la vittoria di Nichi Vendola, sostenuto da L'Unione, che ha sconfitto il presidente uscente Raffaele Fitto, sostenuto dalla Casa delle Libertà.

## Affluenza
Il corpo elettorale per le elezioni del 3, 4 aprile 2005 risultava composto da 3.518.164 elettori. Alla chiusura dei seggi l'affluenza definitiva si è attestata al 70,49%, in aumento rispetto al 2000 dello 0,27%.
| Provincia             | Affluenza | Variazione |
| --------------------- | --------- | ---------- |
| Puglia                | 70,49%    | 0,27%      |
| Bari                  | 69,30%    |            |
| Brindisi              | 70,49%    | 0,12%      |
| Foggia                | 66,80%    | 1,63%      |
| Lecce                 | 71,47%    | 0,07%      |
| Taranto               | 75,74%    | 0,91%      |
| Barletta-Andria-Trani | 70,55%    |            |

## Risultati
|                                              | Nichi Vendola ✔️ Presidente | 1 165 536            | 49,84 | Democratici di Sinistra | 356 369   | 16,62 | 14 |  |  |
| Democrazia è Libertà - La Margherita         | Nichi Vendola ✔️ Presidente | 1 165 536            | 49,84 | 208 806                 | 9,74      | 8     |    |  |  |
| Partito della Rifondazione Comunista         | Nichi Vendola ✔️ Presidente | 1 165 536            | 49,84 | 109 146                 | 5,09      | 4     |    |  |  |
| Socialisti Democratici Italiani              | Nichi Vendola ✔️ Presidente | 1 165 536            | 49,84 | 86 096                  | 4,01      | 3     |    |  |  |
| Popolari UDEUR                               | Nichi Vendola ✔️ Presidente | 1 165 536            | 49,84 | 70 293                  | 3,28      | 3     |    |  |  |
| La Primavera Pugliese                        | Nichi Vendola ✔️ Presidente | 1 165 536            | 49,84 | 55 335                  | 2,58      | 3     |    |  |  |
| Partito dei Comunisti Italiani               | Nichi Vendola ✔️ Presidente | 1 165 536            | 49,84 | 48 141                  | 2,24      | 2     |    |  |  |
| Socialisti Autonomisti - MRE - PSDI          | Nichi Vendola ✔️ Presidente | 1 165 536            | 49,84 | 47 511                  | 2,22      | 2     |    |  |  |
| Italia dei Valori                            | Nichi Vendola ✔️ Presidente | 1 165 536            | 49,84 | 38 120                  | 1,78      | 1     |    |  |  |
| Federazione dei Verdi                        | Nichi Vendola ✔️ Presidente | 1 165 536            | 49,84 | 33 309                  | 1,55      | 1     |    |  |  |
| Democratici Cristiani Uniti                  | Nichi Vendola ✔️ Presidente | 1 165 536            | 49,84 | 8 397                   | 0,39      | –     |    |  |  |
| Partito Pensionati                           | Nichi Vendola ✔️ Presidente | 1 165 536            | 49,84 | 3 959                   | 0,18      | –     |    |  |  |
|                                              | Raffaele Fitto              | 1 151 405            | 49,24 | Forza Italia            | 381 663   | 17,80 | 10 |  |  |
| Alleanza Nazionale                           | Raffaele Fitto              | 1 151 405            | 49,24 | 259 563                 | 12,10     | 7     |    |  |  |
| La Puglia Prima di Tutto                     | Raffaele Fitto              | 1 151 405            | 49,24 | 196 281                 | 9,15      | 5     |    |  |  |
| Unione dei Democratici Cristiani e di Centro | Raffaele Fitto              | 1 151 405            | 49,24 | 167 038                 | 7,79      | 4     |    |  |  |
| Nuovo PSI - Partito Repubblicano Italiano    | Raffaele Fitto              | 1 151 405            | 49,24 | 48 109                  | 2,24      | 1     |    |  |  |
| Movimento Idea Sociale                       | Raffaele Fitto              | 1 151 405            | 49,24 | 10 099                  | 0,47      | –     |    |  |  |
| Seggio di coalizione                         | Seggio di coalizione        | Seggio di coalizione | 49,24 | 1                       |           |       |    |  |  |
|                                              | Gianfelice Galassi          | 10 973               | 0,47  | Alternativa Sociale     | 9 368     | 0,44  | –  |  |  |
|                                              | Laura Scalabrini            | 10 477               | 0,45  | Democrazia Cristiana    | 6 791     | 0,32  | –  |  |  |
| Totale                                       | Totale                      | 2 338 391            | 100   |                         | 2 144 664 | 100   | 69 |  |  |
|                                              |                             |                      |       |                         |           |       |    |  |  |
| Schede bianche                               | Schede bianche              | 62 604               | 2,52  |                         |           |       |    |  |  |
| Schede nulle                                 | Schede nulle                | 141 673              | 5,71  |                         |           |       |    |  |  |
| Votanti                                      | Votanti                     | 2 480 064            | 70,49 |                         |           |       |    |  |  |
| Elettori                                     | Elettori                    | 3 518 164            |       |                         |           |       |    |  |  |
|                                              |                             |                      |       |                         |           |       |    |  |  |
| Fonte: Ministero dell'interno                |                             |                      |       |                         |           |       |    |  |  |

1. ↑  Lista che include candidati di Rinnovamento Puglia.

## Consiglieri eletti
| Collegio              | Lista                                                          | Eletto                                | Preferenze |
| --------------------- | -------------------------------------------------------------- | ------------------------------------- | ---------- |
| Puglia                | L'Unione                                                       | Nichi Vendola (eletto presidente)     |            |
| Puglia                | Casa delle Libertà                                             | Raffaele Fitto (candidato presidente) |            |
| Bari                  | Democratici di Sinistra                                        | Mario Cosimo Loizzo                   | 12.230     |
| Bari                  | Democratici di Sinistra                                        | Sergio Povia                          | 8.969      |
| Bari                  | Democratici di Sinistra                                        | Michele Ventricelli                   | 7.237      |
| Bari                  | Democrazia è Libertà - La Margherita                           | Guglielmo Minervini                   | 7.534      |
| Bari                  | Democrazia è Libertà - La Margherita                           | Pietro Pepe                           | 7.473      |
| Bari                  | Rifondazione Comunista                                         | Michele Losappio                      | 3.944      |
| Bari                  | Socialisti Autonomisti - PSDI - Repubblicani Europei           | Alberto Tedesco                       | 8.760      |
| Bari                  | UDEUR Popolari                                                 | Nicola Canonico                       | 4.378      |
| Bari                  | La Primavera Pugliese                                          | Stefano Giampaolo                     | 4.742      |
| Bari                  | Unità Socialista - Socialisti Democratici Italiani             | Onofrio Introna                       | 3.913      |
| Bari                  | Comunisti Italiani                                             | Carlo Giuseppe De Santis              | 2.085      |
| Bari                  | Verdi per la Pace                                              | Domenico Lomelo                       | 2.351      |
| Bari                  | Italia dei Valori                                              | Vitantonio Bonasora                   | 3.729      |
| Bari                  | Forza Italia                                                   | Massimo Cassano                       | 10.839     |
| Bari                  | Forza Italia                                                   | Luigi Loperfido                       | 9.818      |
| Bari                  | Forza Italia                                                   | Giacomo Olivieri                      | 9.556      |
| Bari                  | La Puglia Prima di Tutto                                       | Ignazio Zullo                         | 8.797      |
| Bari                  | La Puglia Prima di Tutto                                       | Giammarco Surico                      | 6.331      |
| Bari                  | Alleanza Nazionale                                             | Tommaso Attanasio                     | 9.487      |
| Bari                  | Alleanza Nazionale                                             | Sergio Silvestris                     | 9.128      |
| Bari                  | Libertas - Unione di Centro                                    | Salvatore Greco                       | 12.743     |
| Bari                  | Partito Socialista - Nuovo PSI - Partito Repubblicano Italiano | Francesco Visaggio                    | 3.963      |
| Barletta-Andria-Trani | Democratici di Sinistra                                        | Giuseppe Dicorato                     | 5.537      |
| Barletta-Andria-Trani | Democrazia è Libertà - La Margherita                           | Giuseppina Marmo                      | 4.997      |
| Barletta-Andria-Trani | Socialisti Autonomisti - PSDI - Repubblicani Europei           | Savino Antonio Carpagnano             | 2.395      |
| Barletta-Andria-Trani | Forza Italia                                                   | Carlo Laurora                         | 7.933      |
| Barletta-Andria-Trani | Alleanza Nazionale                                             | Nicola Marmo                          | 10.640     |
| Brindisi              | Democratici di Sinistra                                        | Vincenzo Montanaro                    | 7.745      |
| Brindisi              | Democratici di Sinistra                                        | Giuseppe Romano                       | 5.841      |
| Brindisi              | Rifondazione Comunista                                         | Pietro Mita                           | 3.790      |
| Brindisi              | Democrazia è Libertà - La Margherita                           | Vincenzo Cappellini                   | 3.699      |
| Brindisi              | Forza Italia                                                   | Marcello Rollo                        | 8.233      |
| Brindisi              | Alleanza Nazionale                                             | Michele Saccomanno                    | 10.640     |
| Foggia                | Democratici di Sinistra                                        | Angelo Riccardi                       | 11.135     |
| Foggia                | Democratici di Sinistra                                        | Leonardo Marino                       | 9.197      |
| Foggia                | Democratici di Sinistra                                        | Elena Gentile                         | 7.291      |
| Foggia                | Democrazia è Libertà - La Margherita                           | Francesco Ognissanti                  | 8.010      |
| Foggia                | Unità Socialista - Socialisti Democratici Italiani             | Giuseppe Lonigro                      | 6.570      |
| Foggia                | Rifondazione Comunista                                         | Arcangelo Sannicandro                 | 3.183      |
| Foggia                | UDEUR Popolari                                                 | Giovanni De Leonardis                 | 4.232      |
| Foggia                | Forza Italia                                                   | Lucio Tarquinio                       | 14.658     |
| Foggia                | Alleanza Nazionale                                             | Roberto Ruocco                        | 11.621     |
| Foggia                | Libertas - Unione di Centro                                    | Angelo Cera                           | 11.034     |
| Foggia                | La Puglia Prima di Tutto                                       | Francesco Damone                      | 5.962      |
| Lecce                 | Forza Italia                                                   | Rocco Palese                          | 28.448     |
| Lecce                 | Forza Italia                                                   | Raffaele Baldassarre                  | 13.889     |
| Lecce                 | Alleanza Nazionale                                             | Saverio Congedo                       | 15.895     |
| Lecce                 | La Puglia Prima di Tutto                                       | Vincenzo Barba                        | 10.209     |
| Lecce                 | Libertas - Unione di Centro                                    | Luigi Caroppo                         | 6.288      |
| Lecce                 | Democratici di Sinistra                                        | Alessandro Frisullo                   | 16.087     |
| Lecce                 | Democratici di Sinistra                                        | Antonio Maniglio                      | 9.560      |
| Lecce                 | Democratici di Sinistra                                        | Giuseppe Maria Taurino                | 6.779      |
| Lecce                 | Democrazia è Libertà - La Margherita                           | Dario Stefano                         | 9.600      |
| Lecce                 | Democrazia è Libertà - La Margherita                           | Enzo Russo                            | 9.335      |
| Lecce                 | Unità Socialista - Socialisti Democratici Italiani             | Donato Pellegrino                     | 3.749      |
| Lecce                 | UDEUR Popolari                                                 | Antonio Buccoliero                    | 3.547      |
| Lecce                 | Rifondazione Comunista                                         | Pietro Manni                          | 2.034      |
| Lecce                 | La Primavera Pugliese                                          | Vittorio Potì                         | 4.795      |
| Taranto               | Forza Italia                                                   | Pietro Franzoso                       | 15.626     |
| Taranto               | Forza Italia                                                   | Simone Brizio                         | 7.522      |
| Taranto               | Alleanza Nazionale                                             | Pietro Lospinuso                      | 15.156     |
| Taranto               | Libertas - Unione di Centro                                    | Enzo Manco                            | 8.979      |
| Taranto               | La Puglia Prima di Tutto                                       | Gianfranco Giovanni Chiarelli         | 9.848      |
| Taranto               | Democratici di Sinistra                                        | Luciano Mineo                         | 8.524      |
| Taranto               | Democratici di Sinistra                                        | Paolo Costantino                      | 6.805      |
| Taranto               | Democrazia è Libertà - La Margherita                           | Michele Pelillo                       | 7.623      |
| Taranto               | La Primavera Pugliese                                          | Donato Pentassuglia                   | 4.779      |
| Taranto               | Comunisti Italiani                                             | Cosimo Borraccino                     | 2.832      |